# 麻龙州
麻龙州，元朝时设置的州。
至元十七年（1280年）置，治所在今四川省会理县东。属会川路。二十七年割属閟畔部。明朝时废。 